# 克拉芒萨讷
克拉芒萨讷（法語：Clamensane，法語發音：[klamɑ̃san]）是法国上普罗旺斯阿尔卑斯省的一个市镇，属于福卡尔基耶区。

## 地理
克拉芒萨讷（44°19'19"N, 6°4'5"E）面积23.73 平方千米，位于法国普罗旺斯-阿尔卑斯-蓝色海岸大区上普罗旺斯阿尔卑斯省，该省份为法国东南部内陆省份，北起上阿尔卑斯省，西接沃克吕兹省，西北接德龙省，南至瓦尔省，东临滨海阿尔卑斯省，东北部与意大利接壤。
与克拉芒萨讷接壤的市镇（或旧市镇、城区）包括：巴永、勒凯尔、沙托福尔、拉莫特迪凯尔、瓦拉瓦尔。

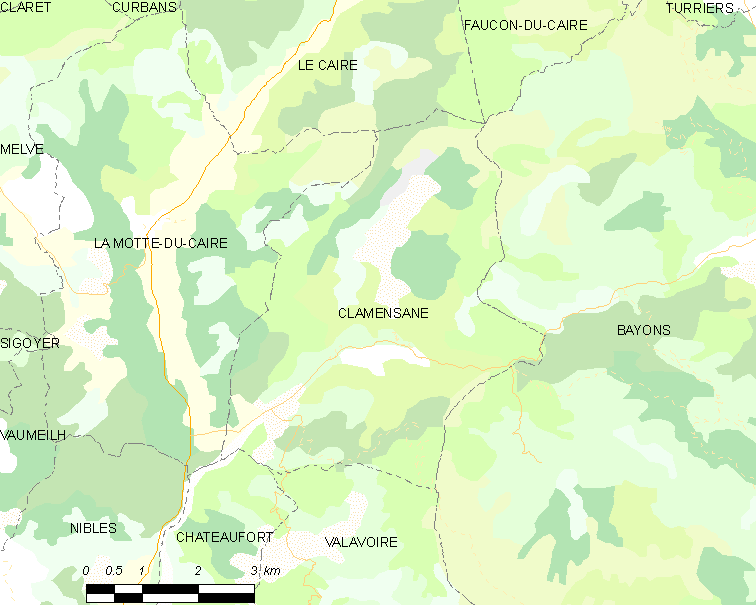
克拉芒萨讷的OSM定位图

克拉芒萨讷的时区为UTC+01:00、UTC+02:00（夏令时）。

## 行政
克拉芒萨讷的邮政编码为04250，INSEE市镇编码为04057。

## 政治
克拉芒萨讷所属的省级选区为塞讷县。

## 人口

1962-2008年间克拉芒萨讷人口变化图示

克拉芒萨讷于2022年1月1日时的人口数量为180人。